# Liste des voies de Périgueux

Arrondissements de Périgueux

Ceci est une liste non exhaustive des voies et places de Périgueux.
La ville de Périgueux a été répartie entre six arrondissements au cours du conseil municipal du 10 juillet 2020.

## Voies et places du centre ville

### Voies
- Rue de l'Abreuvoir
- Rue d'Agusseau
- Rue de l'Ancien hôtel de ville
- Rue de l'Arc
- Rue Aubergerie
- Rue des Augustins
- Rue Barbecane
- Rue Bergère
- Rue B. Bonaventure
- Rue de la Bride
- Rue du Calvaire
- Rue des Chaînes
- Rue du Chancelier de l'Hôpital
- Rue du Cimetière Saint-Silain
- Rue de la Clarté
- Rue Condé
- Rue du Conseil
- Rue de la Constitution
- Avenue Daumesnil
- Rue Denfert-Rochereau
- Rue des Dépêches
- Rue des Drapeaux
- Rue Fulbert Dumonteil
- Rue Éguillerie
- Rue de l'Étrier
- Rue des Farges
- Cours Fénelon
- Rue des Français
- Rue des Francs-Maçons
- Rue de l'Harmonie
- Rue Judaïque
- Rue Lanmary
- Rue Limogeanne
- Rue du Lys
- Rue Malesherbes
- Rue Mataguerre
- Rue Mignot
- Rue Milord
- Rue de la Miséricorde
- Rue Modeste
- Boulevard Michel Montaigne
- Cours Michel Montaigne
- Rue Montaigne
- Rue de la Nation
- Rue Notre-Dame
- Rue de l'Oie
- Rue des Places
- Rue du Plantier
- Rue du Port de Graulke
- Rue du Puits de la Fouine
- Rue du Puits Limogeanne
- Rue des Quais
- Rue de la République
- Rue Roletrou
- Rue de la Sagesse
- Rue A. Saigne
- Rue Saint-Front
- Rue Saint-Joseph
- Rue Saint-Louis
- Rue Saint-Roch
- Rue Sainte-Marthe
- Rue Salinière
- Rue Salomon
- Boulevard Georges Saumande
- Rue Séguier
- Rue de la Selle
- Rue du Séminaire
- Rue Sully
- Rue Taillefer
- Cours de Tourny
- Rue de Tourville
- Rue Tranquille
- Rue de l'Union
- Rue de la Vertu
- Rue Voltaire

### Places
- Place de l'Ancien hôtel de ville
- Place Bugeaud
- Place de la Clautre
- Place du Coderc
- Place Daumesnil
- Place Général de Gaulle
- Place Yves Guéna
- Place Hoche
- Place Émile Goudeau
- Place du Marché aux bois
- Place Mauvard
- Place de la Mission
- Place de Navarre
- Place Saint-Louis
- Place Saint-Silain

## Voies et places du quartier Saint-Martin

### Voies
- Rue du 4-Septembre
- Allée d'Aquitaine
- Rue Arago
- Rue Balzac
- Rue Louis Blanc
- Rue Bodin
- Rue Carnot
- Rue Coligny
- Rue de Cronstadt
- Rue Léon Dessalles
- Rue Antoine Gadaud
- Rue Gambetta
- Rue du Général Leclerc
- Rue Guynemer
- Rue Icarie
- Rue des Jacobins
- Rue Kléber
- Rue Victor Hugo
- Rue Maleville
- Rue du Maréchal de Lattre de Tassigny
- Rue de Metz
- Rue Louis Mie
- Rue Sirey
- Rue Solférino
- Rue Thiers
- Rue de Varsovie
- Rue du Président Wilson

### Places

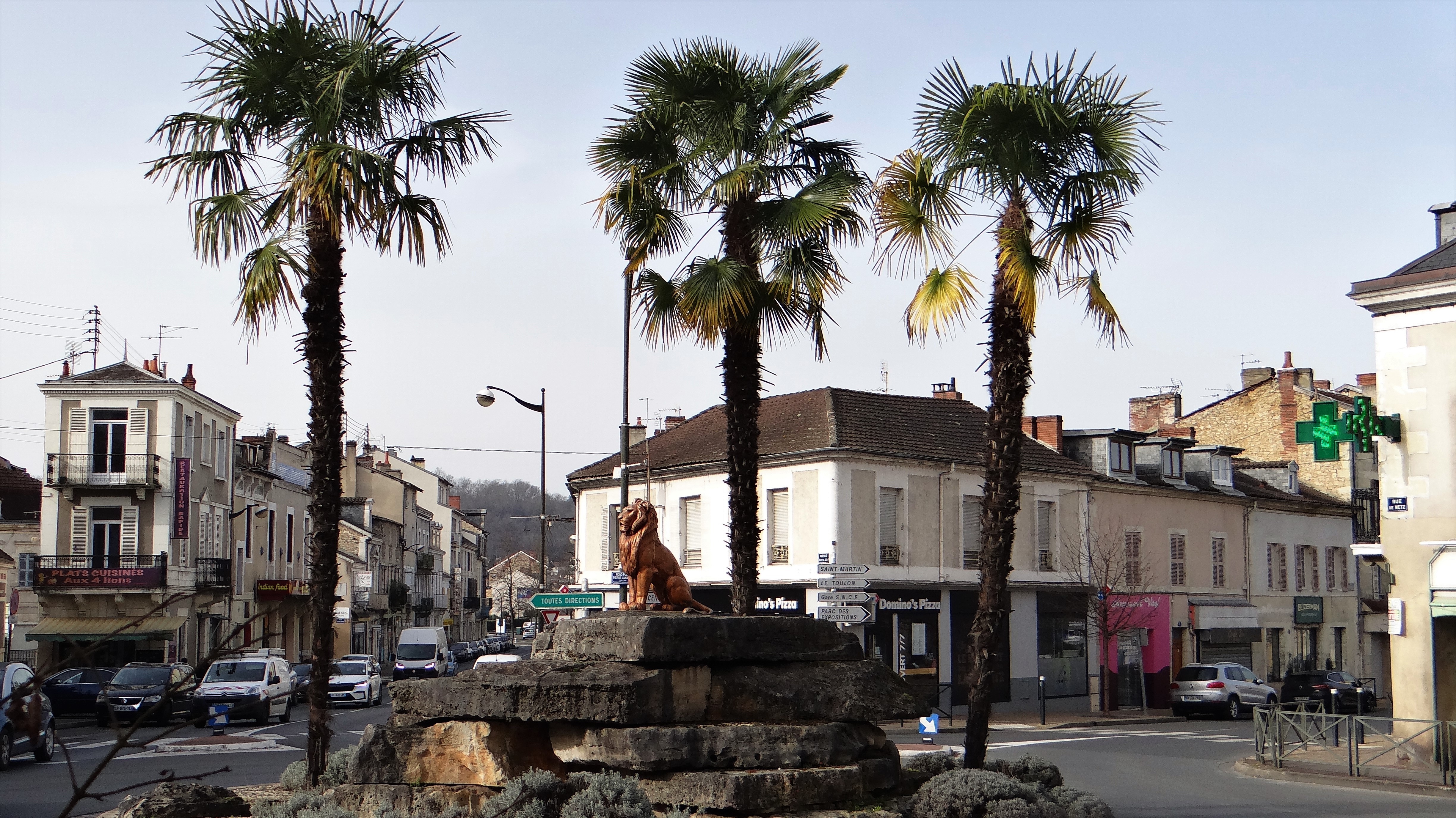
Rond-point Pierre Lanxade
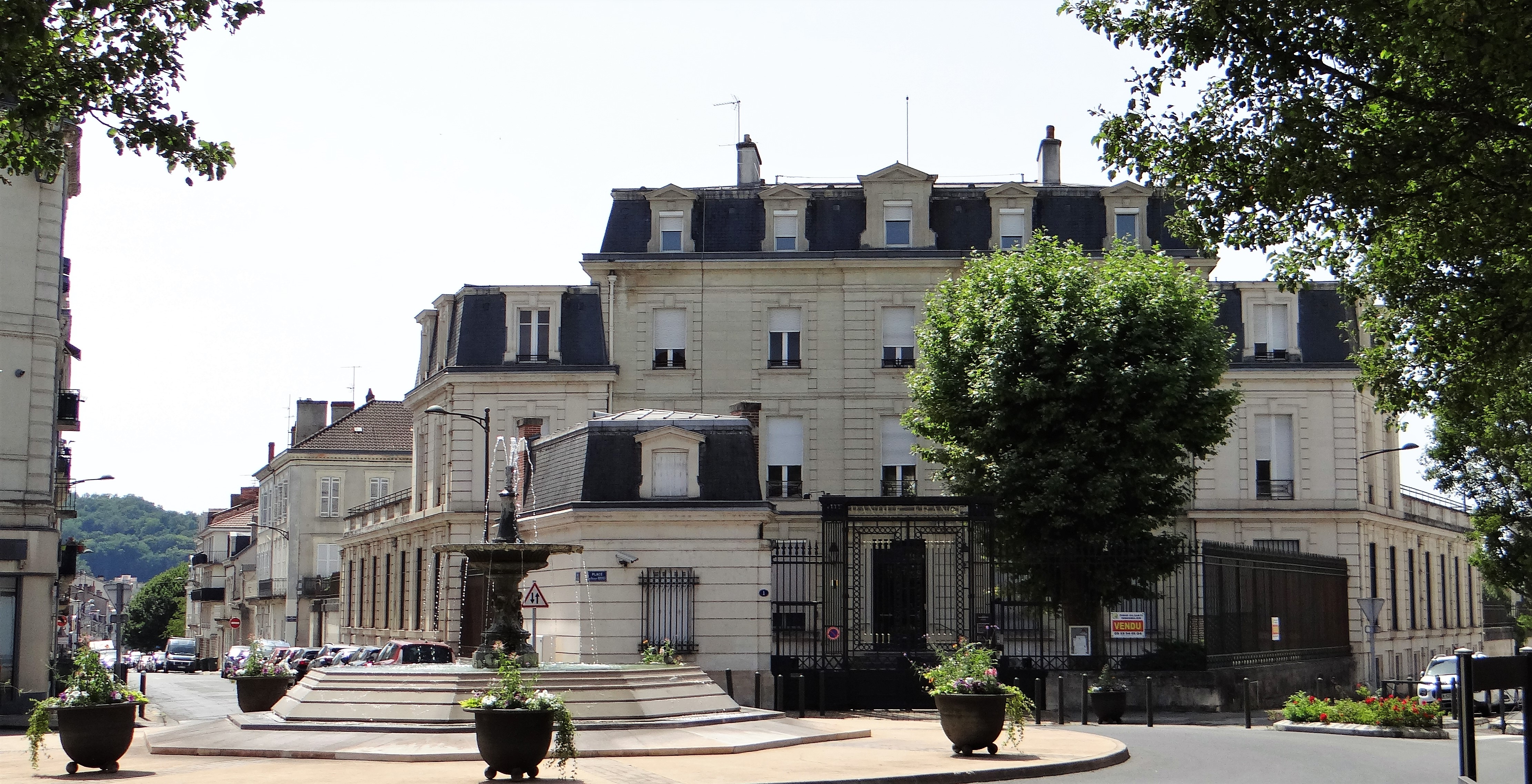
Place du Président Roosevelt
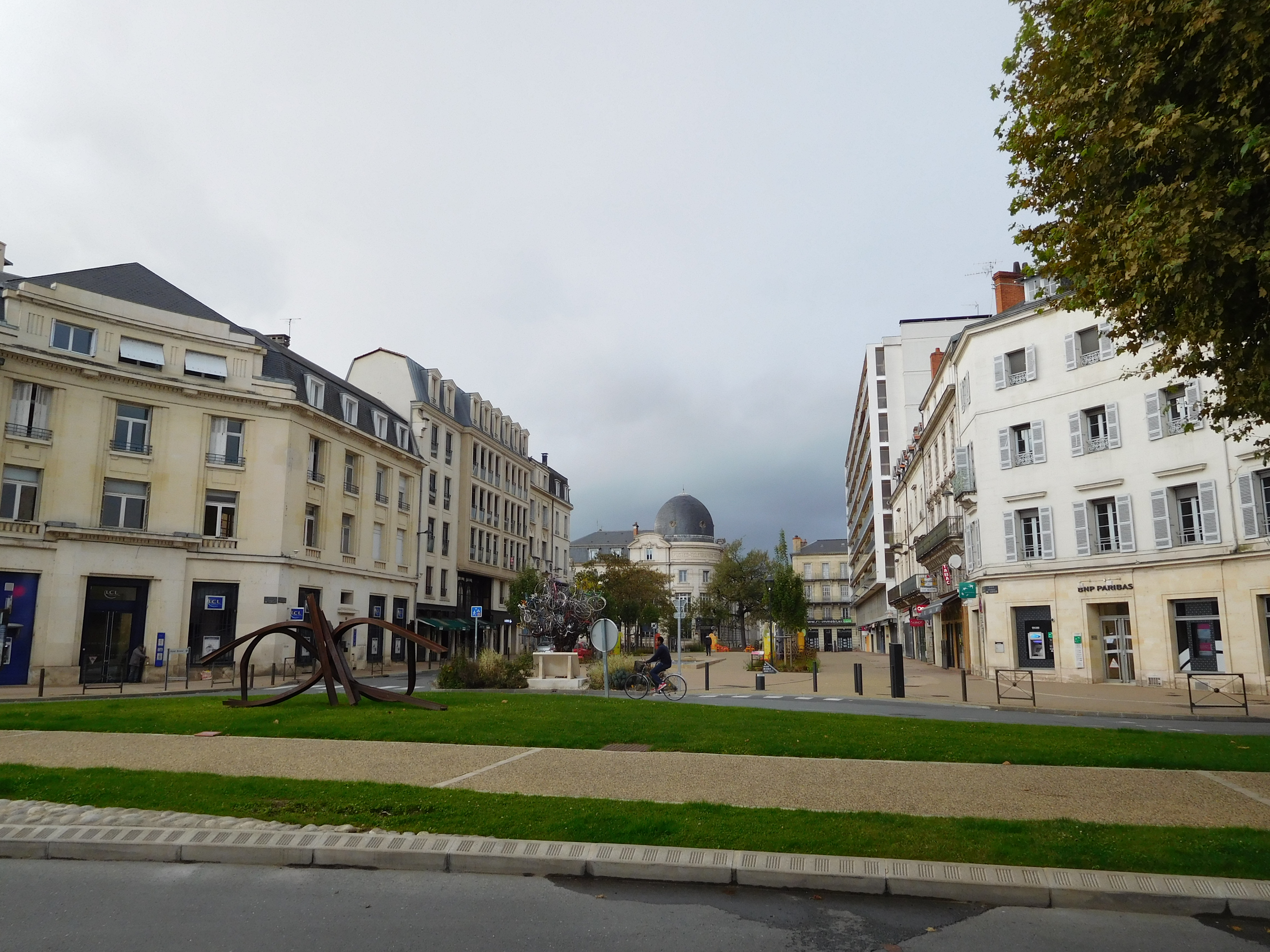
Place André Maurois

- Esplanade Robert Badinter
- Rond-point Pierre Lanxade
- Place Louis Magne
- Place André Maurois
- Place Plumancy
- Place Président-Roosevelt
- Place Saint-Martin

## Voies et places du quartier de l'hôpital

### Voies
- Rue du 8 Mai
- Rue des Acacias
- Avenue Jeanne d'Arc
- Rue des Arts
- Rue Bacharetie
- Rue de la Boétie
- Rue Louis Braille
- Rue des Chalets
- Rue Combe des Dames
- Rue Pierre de Coubertin
- Rue Paul-Louis Courier
- Rue Fournier Lacharme
- Rue des Lilas
- Rue des Mimosas
- Rue Alfred de Musset
- Rue du Parc
- Rue des Pivoines
- Avenue Georges Pompidou
- Rue du Pot au Lait
- Rue des Remparts
- Rue Saint-Simon
- Boulevard Georges Saumande
- Allée de Tourny
- Rue Victoria

### Places
- Esplanade du Souvenir

## Voies et place du quartier de la Cité et de Vésone

### Voies
- Rue du 15e R.T.A.
- Rue du 26e Régiment d'Infanterie
- Avenue du 50e Régiment d'Infanterie
- Rue Alary
- Rue Alsace-Lorraine
- Rue de l'Amphithéâtre
- Rue de l'Ancien Évêché
- Boulevard des Arènes
- Rue du Bac
- Rue Le Bayard
- Avenue Jay de Beaufort
- Rue Claude Bernard
- Rue Paul Bert
- Rue Bertran de Born
- Rue de la Calprenède
- Rue de Campniac
- Rue des Casernes
- Avenue Cavaignac
- Rue des Chais
- Rue Chanzy
- Rue de la Cité
- Rue des Collines
- Rue du Colonel Raynard
- Rule Émile Combes
- Rue Courbet
- Rue Paul Doumer
- Rue Ferdinand Dupuy
- Rue Du Guesclin
- Rue Font Claude
- Rue Font Laurière
- Rue Hervé Fayard
- Rue Maurice Féaux
- Rue Léon Félix
- Rue des Forgerons
- Rue Général Clergerie
- Rue des Gladiateurs
- Rue Ernest Guillier
- Rue du Gymnase
- Rue Michel Hardy
- Rue du Jardin Public
- Rue Kruger
- Rue Lafayette
- Rue Émile Lafon
- Boulevard Lakanal
- Rue Alexandre Ledru Rollin
- Rue E. Leroy
- Rue Littré
- Rue Charles Mangold
- Rue Mosaïque
- Rue Nouvelle du Port
- Rue du professeur Peyrot
- Allée du Port
- Rue des Quais
- Rue de Rastignac
- Rue Ribot
- Rue Rolphie
- Rue Romaine
- Rue W. Rousseau
- Rue Saint-Astier
- Rue Saint-Étienne-de-la-Cité
- Rue Saint-Pierre-ès-Liens
- Rue Sainte-Claire
- Rue Sainte-Marie
- Rue Sainte-Ursule
- Rue Siegfried
- Rue de Strasbourg
- Rue des Thermes
- Rue de la Tombelle
- Rue Turenne
- Rue Georges Vacher
- Boulevard de Vésone
- Rue des Vieilles Boucheries

### Places
- Place du 8 Mai 1945
- Place de la Cité
- Rond-point Ch. Durand
- Place Francheville

## Voies et places du quartier de la Gare et du Toulon

### Voies
- Rue de l'Abime
- Rue Adjudant Besnault et Gendarme Lefort
- Rue de l'Association
- Rue des Ateliers
- Rue Henri Barbusse
- Rue du Bassin
- Rue Général Beaupuy
- Rue Biron
- Rue Louis Blanc
- Rue Cluzeau
- Rue du Dépôt
- Allée Ferdinand Dupuy
- Rue André Faure
- Rue Jules Ferry
- Rue Forquenot
- Rue de l'Église Saint-Charles
- Rue de l'Entrepôt
- Rue des Izards
- Rue des Jardins Ouvriers
- Rue Lagrange-Chancel
- Rue Loucheur
- Avenue Marceau
- Rue du Maréchal Juin
- Rue Alphée Maziéras
- Rue Mirabeau
- Rue des Mobiles de Coulmiers
- Rue Henri Muger
- Rue Gilbert et Claude Nozière
- Rue Denis Papin
- Rue Pasteur
- Rue des Frères Peyronnet
- Rue Clermont de Piles
- Boulevard du Puyrousseau
- Rue Francis Rongiéras
- Rue Michel Roulland
- Rue du Rugby
- Rue Saint-Gervais
- Rue Sainte-Claire
- Rue Sébastopol
- Rue Pierre Sémard
- Rue Sévène
- Rue du Tennis
- Rue des Terrasses
- Rue de Tunis
- Rue du Vélodrome

### Places
- Place du Toulon
- Place de Verdun

## Voies et places du quartier du Clos-Chassaing

### Voies
- Boulevard Ampère
- Rue de l'Aqueduc
- Rue des Apprentis
- Rue Roger Barnalier
- Rue Lucien Barrière
- Rue Victor Basch
- Rue de Beaulieu
- Rue Beleyme
- Rue de Bellevue
- Rue de La Boëtie
- Rue Bordas
- Route de Borie Petit
- Rue du Chatelou
- Rue Chilhaud
- Rue Lagrange Chancel
- Ancienne route de Champcevinel
- Rue Clos Chassaing
- Rue du Châtelou
- Rue des Coteaux
- Rue Pierre Curie
- Rue Marguerite Eberentz
- Rue Camille Flammarion
- Rue G. Goursat
- Rue du doyen Joseph Lajugie
- Rue Jean Lannemajou
- Rue Paul Mazy
- Rue Jean Pagès
- Rue Philippe Parrot
- Rue Blaise Pascal
- Rue Pasteur
- Rue Albert Pestour
- Rue Allbert Privat
- Rue Pierre Pugnet
- Chemin du Puyrousseau
- Rue du Petit Réservoir
- Rue Jean Secret
- Rue du Terme Saint-Sicaire
- Rue des Terrasses
- Rue Ludovic Trarieux
- Rue du Vallon

### Places
- Place Beleyme

## Voies et places du quartier Saint-Georges

### Voies
- Rue du 5e Régiment de Chasseurs
- Rue de l'Alma
- Rue Jean Aubarède
- Rue Béranger
- Route de Bergerac
- Rue Bertin
- Rue Léon Bloy
- Rue Désiré Bonnet
- Rue des Cébrades
- Rue des Chaudronniers
- Rue Émile Chaumont
- Rue Jean Clédat
- Rue Christophe Colomb
- Rue des Combattants d'Indochine
- Rue Camille Desmoulins
- Rue de la Fontaine
- Rue Fontaine des Malades
- Rue du Général Paul Morand
- Rue du Gué de Barnabé
- Rue R. Guichard
- Rue Haute des Commeymies
- Rue Haute Saint-Georges
- Rue des Jardiniers
- Rue Lacombe
- Rue Gabriel Lacueille
- Rue Jacques Le Lorrain
- Rue Jean Macé
- Rue Pierre Magne
- Rue du Maréchal Galliéni
- Rue Albert Martin
- Rue Merlet
- Rue Parmentier
- Rue du Pavillon
- Rue de la Pépinière
- Boulevard du Petit Change
- Rue du Pont Japhet
- Rue du Professeur Pozzi
- Rue Rouget de Lisle
- Rue Émile Roux
- Cours Saint-Georges
- Rue du Sergent Bonnelle
- Boulevard de Stalingrad
- Rue Talleyrand Périgord
- Rue des Tanneries
- Rue des Teinturiers

### Places
- Place Faidherbe

## Voies et places du quartier du Gour de l'Arche

### Voies
- Route d'Angoulême
- Rue Jean Bart
- Rue Pierre Brantôme
- Rue de l'Isle
- Rue Suzanne Lacore
- Rue des Pêcheurs
- Rue Raymond Raudier
- Chemin de Saltgourde
- Rue des Sports

### Places
- Place Gour de l'Arche